# Ǧ
Ǧ, ǧ — літера розширеного латинського альфабету, утворена додаванням гачека над G. Використовується в кількох латинських орфографіях.

## Використання
- В колтта-саамській мові позначає звук ([ɟ͡ʝ])[1].
- До середини XIX століття використовувалася в чеській і словацькій письменностях для передачі приголосного звуку [ɡ].
- В мові лакота літера вимовляється як [ʁ].
- В одному з варіантів української латинки позначає літеру Ґ. Приклади: ґава — ǧava, ґрунт — ǧrunt[2].
- В латвійській мові літера Ǧ нерідко використовується замість літери Ģ.